# Navy Seals - Pagati per morire
Navy Seals - Pagati per morire (Navy Seals) è un film del 1990 diretto da Lewis Teague, ambientato tra i Navy SEAL.
Nella versione italiana i missili chiamati "Zanzara" sono i missili terra-aria Stinger (chiamati così nella versione originale).
Le scene ambientate a Beirut furono girate in Spagna.

## Trama
Nel 1962, il Presidente degli Stati Uniti (John Fitzgerald Kennedy), in carica all'epoca, crea un gruppo antiterroristico specializzato nelle missioni di aria, terra e mare, noti anche come i Navy SEALs.
Questa volta la vicenda si svolge in Libano, dove un gruppo terroristico estremista islamico dà vita a una vera e propria guerriglia, attaccando le navi mercantili lungo la costa del paese.
Quando questo gruppo distrugge un elicottero di soccorso statunitense Westland Sea King, prendendo in ostaggio l'equipaggio che si è salvato dopo l'abbattimento, il governo degli Stati Uniti decide di far intervenire un commando di SEALs composto da 7 uomini in collaborazione con la Marina degli Stati Uniti, per poter trarre in salvo l'equipaggio dell'elicottero.
Sbarcati in Libano, i 7 del commando, capitanati dai tenenti Dale Hawkins e James Curran, fanno irruzione nel compound dei terroristi e riescono a liberare gli ostaggi. Durante la missione trovano il capo dell'organizzazione Ben Shaheed e lo catturano, ma decidono di non ucciderlo perché all'oscuro della sua vera identità. Essi scoprono anche un magazzino segreto in cui sono custoditi missili "Zanzara", sottratti al Governo degli Stati Uniti durante la guerra in Libano ma, a causa di imprevisti, non fanno in tempo a distruggere le armi in possesso dei terroristi e riescono a stento a mettersi in salvo con un elicottero insieme a quello che è rimasto dell'equipaggio tenuto in ostaggio.
In risposta a quanto accaduto, i terroristi libanesi iniziano a commettere attentati, abbattendo aerei civili con i missili in loro possesso. La CIA, insieme ai Navy SEALs, escogita un piano grazie all'aiuto della giornalista di origini libanesi Claire Varrens per distruggere definitivamente il quartier generale dei terroristi insieme al magazzino di armi rubate.
I SEALs si paracadutano in territorio libanese travestiti da miliziani, riescono a localizzare il magazzino delle armi (che tempo prima era una scuola) e si fanno guidare da un ragazzino spia del posto, Ali. Nella missione restano uccisi due del commando e il tenente Curran rimane gravemente ferito, ma il magazzino e il quartier generale dei ribelli vengono fatti saltare in aria.
Neanche questo riesce a placare la furia dei ribelli, che daranno ancora molto filo da torcere fino a quando non raggiungono il mare dove si daranno alla fuga. Il peschereccio col quale Shaheed dà la caccia ai SEALs verrà fatto saltare in aria in un'imboscata marina messa a punto dai SEALs che aspettano il sottomarino che li trarrà in salvo.